# Private Eyes (serie televisiva)
Private Eyes è una serie televisiva canadese prodotta dal 2016 al 2021. Creata da Tim Kilby e Shelley Eriksen, e prodotta da Global, la serie è ispirata dal libro The Code di G.B. Joyce.

## Trama
La serie segue l'ex giocatore di hockey Matt Shade, che cambia irrevocabilmente la sua vita quando decide di associarsi ad Angie Everett, subentrata al padre, morto in seguito a un misterioso incidente stradale, alla guida di un'agenzia investigativa. Attraverso la loro nuova partnership Shade è costretto a confrontarsi con chi era, per diventare la persona migliore che vuole essere.

## Episodi
| Stagione         | Episodi | Prima TV Canada | Prima TV Italia |
| ---------------- | ------- | --------------- | --------------- |
| Prima stagione   | 10      | 2016            | 2016-2017       |
| Seconda stagione | 18      | 2017-2018       | 2017-2018       |
| Terza stagione   | 12      | 2019            | 2019            |
| Quarta stagione  | 12      | 2020-2021       | 2021            |
| Quinta stagione  | 8       | 2021            | 2022            |

## Personaggi e interpreti

### Principali
- Matthew "Matt" Shade (stagioni 1-5), interpretato da Jason Priestley, doppiato da Marco Guadagno.
È un ex-giocatore di hockey su ghiaccio diventato investigatore privato. Vive con il padre e la figlia adolescente con deficit visivo ed è divorziato da dieci anni.
- Angelina "Angie" Everett (stagioni 1-5), interpretata da Cindy Sampson, doppiata da Francesca Fiorentini.
Investigatrice privata, socia e amica del detective privato Shade. Continua l'attività iniziata dal padre, anche lui investigatore e assume inizialmente Shade come collaboratore, per poi farlo diventare socio.

### Ricorrenti
- Don Shade (stagioni 1-5), interpretato da Barry Flatman. Padre di Shade, dopo essere andato in pensione, diverrà co-proprietario di un bar.
- Juliet "Jules"  Shade (stagioni 1-5), interpretata da Jordyn Negri. Figlia di Shade, è cieca e frequenta una prestigiosa scuola privata.
- Detective Derek Nolan (stagioni 1-2), interpretato da Clé Bennett. Intraprende una relazione con Angie durante la prima stagione, troncata all'inizio della seconda. Di tanto in tanto aiuta i due detective.
- Detective Kurtis Mazhari (stagioni 1-3), interpretato da Ennis Esmer. Amico d'infanzia di Angie, aiuta spesso i due detective. Intraprenderà una relazione con Zoe.
- Becca D'Orsay (stagioni 1-5), interpretata da Nicole de Boer. Ex-moglie di Shade e madre di Jules. Ha ancora un rapporto amichevole con l'ex-marito. Dapprima meteorologa, diverrà poi presentatrice televisiva, e in alcuni casi assolderà il duo Shade-Everett.
- Liam Benson (stagione 1-5), interpretato da Jonny Gray. Il ragazzo di Jules.
- Melanie Parker (stagione 2), interpretata da Bree Williamson. Procuratrice distrettuale, intraprende una relazione con Shade, che interrompe capendolo attratto da Angie.
- Dr. Ken Graham (stagione 2), interpretato da Mark Ghanimé. Ex-fidanzato di Everett, che lei aveva lasciato tre giorni prima del matrimonio, non sentendosi pronta. Tornato a Toronto dopo un lungo periodo all'estero, riallaccia il rapporto con la detective e le chiede ancora di sposarlo. Il secondo rifiuto seppur tacito della donna, lo spingerà a chiudere definitivamente la relazione e a ripartire.
- Zoe Chow (stagioni 2-5), interpretata da Samantha Wan, doppiata da Erica Necci. Cliente di Matt e Angie, verrà assunta da loro come segretaria. Intraprenderà poi una relazione con Kurtis.
- Shona Clement (stagioni 2-5), interpretata da Sharnon Lewis. Ex proprietaria del Red Bird Diner.
- Eddy Conroy (stagioni 2-3), interpretato da Kris Lemche.
- Danica Powers (stagione 3-5), interpretata da Ruth Goodwin. Una poliziotta alle prime armi che lavora sotto la supervisione di Maz. Successivamente viene promossa a detective.
- Ispettrice Carlson (stagione 3), interpretata da Linda Kash. Il capo di Maz e Danica.

### Guest star
- Nora Everett (stagioni 1-5), interpretata da Mimi Kuzyk. Madre di Angie, spesso assente durante la sua infanzia. È un'incallita giocatrice d'azzardo.
- Ben Fisk (stagione 1), interpretato da Adam Copeland.[3]
- Jen (stagione 2), interpretata da Charlotte Arnold.
- Norm Glinski (stagioni 2-3), interpretato da William Shatner. Un investigatore privato rivale e una vecchia nemesi di Angie.
- Sergente Ellis (stagioni 2-3), interpretato da Lucas Bryant.
- Dominic Chambers (stagioni 2-3), interpretato da Colin Ferguson. Un truffatore che ha lavorato con Dana per distrarre Matt fingendo di essere il fratello di un vecchio compagno di squadra mentre Dana usa Angie.
- Dana Edson (stagioni 2-3), interpretata da Laura Vandervoort
- Doug Gilmour se stesso
- Daniel Negreanu se stesso
- Kardinal Offishall se stesso

## Produzione
La prima stagione consisteva in dieci episodi. Una seconda stagione di 18 episodi è stata confermata e la produzione è iniziata nell'autunno del 2016 a Toronto. Il 27 marzo 2017, Ion Television ha acquisito i diritti esclusivi per la trasmissione della serie negli Stati Uniti. La prima metà della seconda stagione ha debuttato in Canada il 25 maggio e si è conclusa il 20 luglio 2017. La seconda metà è andata in onda nell'estate 2018. Il 21 settembre 2017, la Global ha ordinato una terza stagione di 12 episodi per iniziare la produzione nella primavera 2019. Il 30 maggio 2019, viene rinnovata anche per una quarta stagione, sempre composta da 12 episodi e prevista per il 2020.
In Italia, la serie va in onda dal 23 dicembre 2016 su Fox Crime. La seconda stagione è stata trasmessa dal 15 dicembre 2017 al 9 marzo 2018. La terza stagione è andata in onda dal 4 ottobre 2019.
Dal 13 settembre 2018 la serie è trasmessa in prima visione free su Rai 4.

### Veicoli
Per tutta la serie Shade guida un'iconica Porsche 911 T d'argento del 1969 che aiuta a dare un tono distintivo al personaggio di Shade e allo spettacolo. L'auto ha una targa personalizzata SHADE 17.